# Jancis Robinson
Jancis Mary Robinson OBE, MW (née le 22 avril 1950) est une critique britannique des vins du monde, journaliste et écrivain de littérature œnophile. Elle est l’auteure ou coauteure d’ouvrages majeurs de la littérature internationale sur le vin tels que l’Oxford Companion to Wine ou L’Atlas Mondial du vin.
Elle tient par ailleurs actuellement une rubrique vin pour le Financial Times et écrit pour son propre site internet JancisRobinson.com. Elle est aussi conseillère officielle de la cave de la reine Élisabeth II d’Angleterre.

## Biographie
Jancis Robinson est née en 1950 dans le comté de Cumbria, en Angleterre, et étudie les mathématiques au St Anne’s College de l'université d'Oxford.
Sa carrière d’écrivain du vin commence en 1975 lorsqu’elle devient éditeur du magazine Wine & Spirits. En 1984, elle est la première personne non impliquée dans le commerce du vin à devenir Master of Wine.
Elle est aussi conseillère en vin pour British Airways, et supervise la sélection de vins de luxe servis à bord du Concorde.
En tant qu’écrivain, Jancis Robinson participe à la rédaction d’ouvrages encyclopédiques et de vulgarisation de référence, notamment The Oxford Companion to Wine et L’Atlas Mondial du Vin.
Jancis Robinson est admise en 2003 à l’Ordre de l'Empire britannique.
En tant que critique, Jancis Robinson est à l'origine d'une célèbre controverse décrite comme une « guerre des mots » avec le fameux critique américain Robert M. Parker Jr. autour du millésime 2003 à Château Pavie. Leur relation est cependant désormais cordiale.
En 2012, Allen Lane (Penguin), en Grande-Bretagne, et Ecco, aux États-Unis, publient un ouvrage intitulé Wine Grapes coécrit par Jancis Robinson avec Julia Harding MW et Jose Vouillamoz présentant des informations détaillées sur 1 368 cépages. L’ouvrage reçoit neuf récompenses internationales de littérature.

## Publications
- Avec Linda Murphy, American Wine, university of California Press, 2013
- Avec Julia Harding et José Vouillamoz, Wine Grapes, Allen Lane, 2012
- Avec Hugh Johnson, The World Atlas of Wine, Mitchell Beazley, 2013
- The Oxford Companion to Wine, Oxford University Press, 2006
- Jancis Robinson's Wine Course, Abbeville Press Publishers, 2003
- How to Taste Wine (UK); How to Taste (U.S.), Conran Octopus/Simon & Schuster, 2008
- Confessions of a Wine Lover (UK); Tasting Pleasure (U.S.), Penguin/Viking, 1997
- Vines, Grapes and Wines, Mitchell Beazley, 1986